# Sidney Godolphin (poeta)
Sidney Godolphin (Breage, 14 gennaio 1610 – Okehampton, 8 febbraio 1643) è stato un poeta e politico britannico, cortigiano della Cornovaglia e membro della Camera dei Comuni dal 1628 al 1643.
Prestò servizio nell'esercito realista durante la prima guerra civile inglese.

## Biografia
Godolphin naque il 14 gennaio 1610, secondo figlio di Sir William Godolphin (1567-1613) e di sua moglie, Thomasine (1581-1612). Aveva due fratelli, Francis (1605-1667) e William (1611-1636) e una sorella, Penelope (1607-1669). Non si sposò e non ebbe figli.

## Carriera
Rimasto orfano all'età di tre anni, Godolphin ereditò le proprietà di sua madre nel Norfolk. Frequentò l'Exeter College di Oxford dal 1624 al 1627, seguito da un periodo di formazione giuridica di base, allora considerata essenziale per i membri della nobiltà. Venne eletto insieme a suo fratello Francis come uno dei due deputati di Helston alla Camera dei Comuni nel 1628, prima che questo fosse sciolto l'anno successivo, inaugurando il governo personale di Carlo I.
Negli anni successivi viaggiò in Francia e nei Paesi Bassi e nel 1632 accompagnò il suo lontano parente Robert Sidney, II conte di Leicester in una missione diplomatica in Danimarca-Norvegia. Al suo ritorno in Inghilterra, Godolphin si stabilì a corte ed entrò a far parte del circolo Great Tew, una raccolta di scrittori e poeti scelti da Lucius Cary, 2° visconte di Falkland. Altri membri includevano Edward Hyde e il teorico politico Thomas Hobbes.

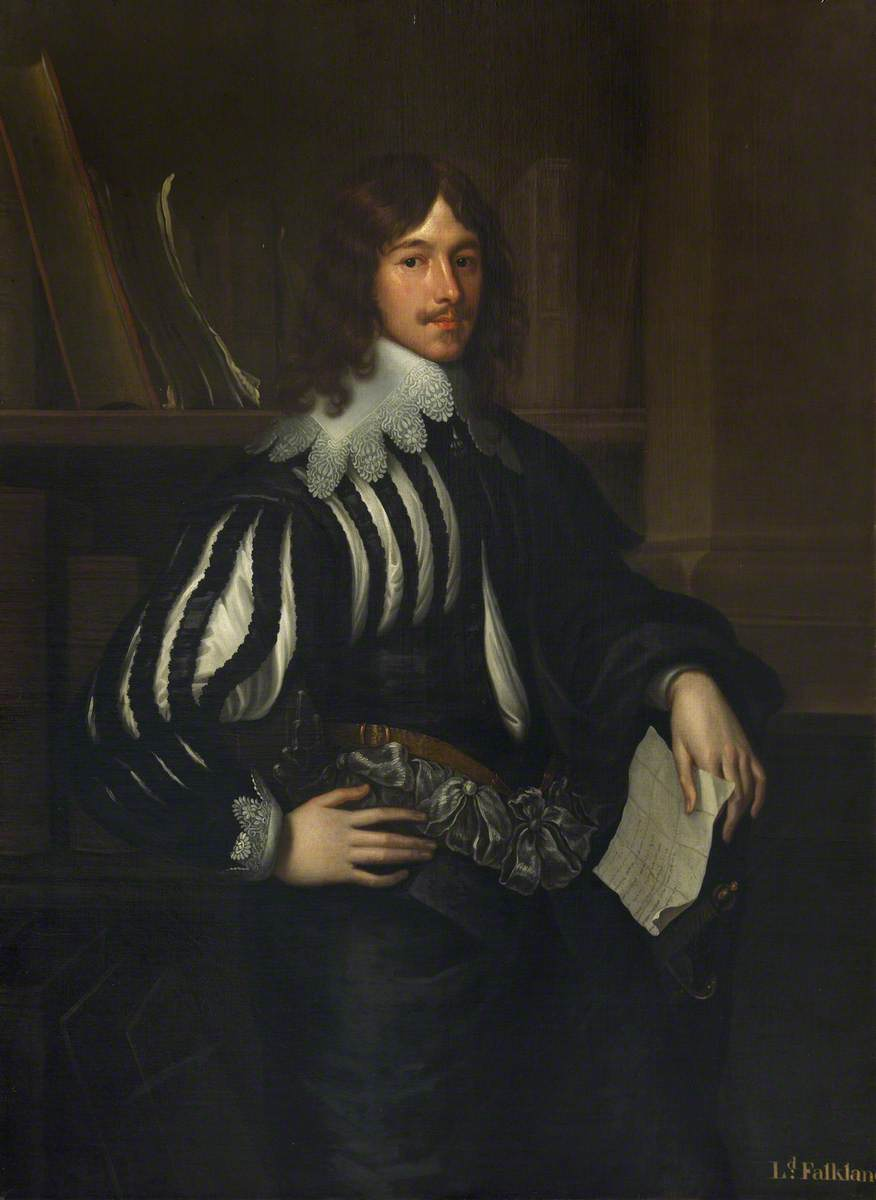
Godolphin fece parte del circolo Great Tew, guidato da Lucius Cary (in foto).

Dal 1568 al 1834, la famiglia Godolphin possedeva in locazione le Isole Scilly e quando suo fratello minore William morì nel 1636, Godolphin gli succedette come Governatore. Durante le guerre dei Vescovi del 1639, si arruolo in una truppa di cavalleria comandata da Sir Ralph Hopton, sebbene non partecipò al conflitto. Fu rieletto deputato per Helston sia al Parlamento Breve nell'aprile 1640, sia al Parlamento Lungo nel novembre dello stesso anno.
Sostenne costantemente la Corona e nel maggio 1641 fu nominato "traditore del proprio paese" per aver votato contro il Writ of Attainder. Altri parlamentari che votarono contro il disegno di legge includevano Nicholas Slanning, John Trevanion e John Arundel, i quali sarebbero stati tutti uccisi in seguito combattendo per i realisti. La maggior parte dei parlamentari realisti si ritirarono nell'aprile 1642, ma Godolphin rimase fino a poco prima dell'inizio della prima guerra civile inglese in agosto.
Rifiutò l'incarico di ufficiale e prestò invece servizio come soldato nell'esercito realista occidentale sotto il comando di Sir Ralph Hopton. Combatté nella battaglia di Braddock Down, una vittoria che assicurò la Cornovaglia a Carlo I e permise a Hopton di attraversare il fiume Tamar nel Devon. Godolphin faceva parte di un gruppo di esploratori guidato da John Berkeley. Durante uno scontro fu colpito e ucciso.
Fu sepolto due giorni dopo, il 10 febbraio 1643, nel presbiterio della chiesa di Ognissanti a Okehampton.

## Poesie
Le poesie di Godolphin non furono mai raccolte in unico volume. La sua opera The Passion of Dido for Æneas, terminata da Edmund Waller, fu pubblicata nel 1658 e nel 1679 all'interno del quarto volume Miscellany Poems di John Dryden. La sua elegia su John Donne fu inclusa nella seconda edizione della sua raccolta di poesie del 1635.

## Nella cultura di massa
Secondo una legenda il fantasma di Godolphin infesta il Three Crowns Hotel di Chagford.